# Tommaso Giardino
Tommaso Giardino (né en 1799 à Catanzaro) est un patriote italien.

## Biographie
Bien que provenant d'une famille noble italienne et possédant le titre de baron, Tommaso Giardino adhéra aux idéaux de Giuseppe Garibaldi et d'une Italie unifiée. Il prit une part active dans les mouvements et les révolutions du Printemps des Peuples, en 1848, en luttant contre le gouvernement des Bourbon-Siciles et en rejoignant le général Giuseppe Garibaldi, futur « Père de l'Italie moderne », qui venait de débarquer en Calabre. Il fit partie des cinq membres, élus le 4 juin 1848 à l'unanimité, du Comité de salut public de Catanzaro et il en devint lui-même secrétaire provisoire.
Il a inspiré le personnage de Don Gerardo Giardina di Belmonte, protagoniste principal du roman historique Baroni in camicia rossa (français : Barons en chemises rouges) de Giovanna Motta.

## Sources
- (it) Cet article est partiellement ou en totalité issu de l’article de Wikipédia en italien intitulé « Tommaso Giardino » (voir la liste des auteurs).
- Giovanna Motta, Ripensare il Risorgimento, Rome, Nuova Cultura, 2011.
- Giovanna Motta, Baroni in camicia rossa, Florence, Passigli, 2011.
- Pietro Cal Ulloa, De'fatti dell'ultima rivoluzione derivati da'giudizj politici del reame di Napoli, Naples, Stamperia Reale, 1854.